# オレストラ
オレストラ(Olestra)は、1968年にプロクター・アンド・ギャンブル（以下、P&G）が開発した人工代替油脂である。スクロースに8個の脂肪鎖がエステル結合した構造をとる。

## 商品化
オレストラはアメリカ食品医薬品局によって食品添加物として1996年認可され、主にLay's WOW chipsというポテトチップスに使用された。1998年には4億ドルを越える売り上げを記録したが、2000年にはその半分にまで売り上げは落ち込んだ。これはいくつかのビタミンの吸収を妨げ、腹痛、下痢を引き起こす場合があるという、健康に関する注意書きをアメリカ食品医薬品局より義務づけられたことによる。この結果として、オレストラは（注意書きには書いていないのに）便失禁を引き起こすことまで認知されてしまった。
アメリカ食品医薬品局は、消費者はすでにオレストラの胃腸への影響を認知しており、オレストラを含む製品を摂取することで脂溶性ビタミンを失うものと考え混乱するとして、この注意書きの義務づけを2003年に解除した。この義務づけ解除が、P&Gのオレストラを含む新製品開発の契機となった。

## 副作用
オレストラは脂肪酸部分を持つため、他の食品とともに摂取するとカロテノイドが一部失われるのに加え、ビタミンD、ビタミンE、ビタミンK、ビタミンAといった脂溶性ビタミンを分解してしまう。このため、オレストラ製品には脂溶性のビタミンが添加されている。
また、オレストラは下痢や便失禁を引き起こすことが知られている。注意書きの義務づけが解除されたときには、アメリカ食品医薬品局は3000人以上の被験者が6週間オレストラをとり続けても腸の運動が少し活発になるだけというP&Gの実験結果を引き合いに出していた。